# Ромм, Михаил Давидович
Михаи́л Дави́дович Ромм (1 [13] апреля 1891, Владимир, Российская империя — 22 октября 1967, Чимкент, Казахская ССР, СССР) — российский и советский футболист и тренер-методист, спортивный журналист, теоретик футбола, писатель, переводчик, драматург.

## Биография
Отец — Давид Мане-Гавриелевич Ромм (1863, Вильно — 1927, Милан), был сыном купца второй гильдии, мать — Розалия Иоахимовна Эльяшева (1864, Вильно — 1942, Москва), из семьи провизора. Родители заключили брак в Вильне 26 апреля 1890 года; отец к этому времени получил разрешение жить вне черты оседлости, и семья поселилась в Санкт-Петербурге.
Выступал на позиции правого защитника в командах «Быково» (1904, 1914, Московская область), СКС (1909 — май 1912, Москва), города Пушкино (с июня 1912 года), «Фиренце» (1913), «Коломяги» (1915, Петербург), ЗКС (1918—1923, Москва). Играл за сборные Москвы и России, был её капитаном. Из-за конфликта с футбольным руководством (тому виной антисемитские взгляды руководителя команды прибалтийского немца Бертрама) не попал на Олимпийские игры 1912 года в Стокгольме.
В 1912 году окончил юридический факультет Московского университета и в том же году вместе с товарищем по клубу СКС М. Папмелем перевёл и подготовил пособие по футболу. С 1915 года был мобилизован в императорскую армию. После Февральской революции был избран Председателем Исполнительного комитета Совета солдатских депутатов (ИСКОСОЛ) 12-й армии, активно вел антибольшевистскую работу. В июле 1917 года лично арестовал члена полкового комитета, большевика Сиверса. После Октябрьской революции в течение нескольких месяцев работал во Всероссийском центральном союзе потребительских обществ (Центросоюз).
В 1918 году был направлен на курсы физического воспитания Всевобуча, преобразованные впоследствии в Главную военную школу физического воспитания трудящихся, затем последовательно занимал должности преподавателя, начальника учебной части и заместителя начальника школы.
С 1922 года по 1929 год работал адвокатом, состоял членом Коллегии защитников.
В 1923 году завершил карьеру футболиста из-за травмы. Сборная Москвы, в которой играли братья Старостины, под его руководством выиграла Всесоюзную Спартакиаду 1928 года. Работал спортивным журналистом, разрабатывал теорию футбола и участвовал в съёмках учебных фильмов. Автор книг, статей и методических пособий по футболу, а также другим видам спорта («Как играть в футбол», «Тактика современного футбола»).
В 1931 и 1932 годах в качестве спецкора «Известий» ходил на ледоколе «Малыгин» на землю Франца-Иосифа, написал брошюру и несколько очерков об экспедиции для «Известий», «Комсомольской правды», «Смены», «Прожектора». Принимал участие в первом восхождении на самую высокую в СССР вершину — пик Коммунизма с группой Н. В. Горбунова (1933).
В 1930-е годы работал юрисконсультом в театре имени Е. Вахтангова. В 1933 году спектакль «Чемпион мира» по пьесе М. Д. Ромма (1930) был поставлен Новым театром в Москве. Написал сценарий к учебному фильму по технике футбола, снятому на студии «Мостехфильм» Амасом Кондахчаном в Тбилиси в октябре— декабре 1939 года.
В 1943 году был репрессирован за «антисоветские настроения» (10 пункт 58-й статьи), после восьми лет заключения в ИТЛ находился в ссылке в Кызыл-Орде. С 1953 года и до конца жизни — на журналистской работе в Алма-Ате и Чимкенте. Публиковался в Кзыл-Ординской областной газете «Ленинский путь». Перевёл на русский язык две книги Аскара Токмагамбетова — «Четыре года — четыре часа» и «Отец и сын».
Похоронен на ныне заброшенном старом гражданском кладбище по улице Толстого в Шымкенте, рядом с могилой героев-лётчиков, которые умерли в военном госпитале, базировавшемся в городе в годы Великой Отечественной войны.
В советские времена чимкентские футболисты обязательно навещали могилу Михаила Ромма, но со временем эта традиция была утрачена.

## Семья
- Жена — Валентина Сергеевна Соловьёва (1908—2002), диктор Центрального радио; оставила мужа после его ареста[9].
- Двоюродные братья — кинорежиссёр Михаил Ильич Ромм и филолог Александр Ильич Ромм.

## Книги
- Футболъ «Association». — М.: изд. А.Биткова, 1912. — 120 с. — 4000 экз.
- Футбол. — М.: Красный спорт, 1924. — 148 с. — 12000 экз.
  - 3-е изд. — М.: Госиздат, 1927. — 176 с. — 10000 экз.
  - 4-е изд. — М.: Физкультура и туризм, 1933. — 184 с. — 12500 экз.
  - 5-е изд., перераб. и доп. — М.: Физкультура и туризм — ОГИЗ, 1937 (Типография «Ленинградская правда»). — 157 с. — 10000 экз.
- Футбол: Описание, правила, техника, тактика и тренировка. — М.: Высший военный редакционный совет, 1924. — 145 с.
- Ручной мяч и итальянская лапта. — М.: Высший военный редакционный совет, 1924. — 78 с.
- Баскетбол: Обучение, техника, тактика, тренировка. — М.: Государственное военное издательство, 1924. — 115 с.
  - М.—Л.: Госиздат, 1927. — 112 с.
  - М.—Л.: Физкультура и туризм, 1932. — 103 с.
- Тренировка футбольных команд. Под ред. А. Зискинда. — М.—Л.: Физкультура и туризм, 1929. — 40 с.
  - 3-е изд. — 1930. — 72 с. — 12750 экз.
- Как играть в футбол. Под ред. А. В. Зискинда. — М.—Л.: Физкультура и туризм, 1930. — 117 с. — 30000 экз.
- Что нужно знать новичку-футболисту. — М.—Л.: Физкультура и туризм, 1930. — 48 с. — 50000 экз.
- Горно-санный спорт. — М.: ОГИЗ — Физкультура и туризм, 1931. — 67 с.
  - М.: ФиС, 1938. — 87 с.
- Спортивные ручные игры с большим мячом. Баскетбол, гандбол, ручной мяч, волейбол, итальянская лапта. — М.—Л.: ОГИЗ — Физкультура и туризм, 1932. — 159 с.
- Штурм Пика Сталина (Таджикско-Памирская экспедиция 1933 г.). — М.: Молодая гвардия, 1933. — 57 с.
  - М.: Советский писатель, 1936. — 268 с.
  - М.: Молодая гвардия, 1937. — 200 с. — 15000 экз.
- Восхождение на пик Сталина. — М.—Ташкент: САОГИЗ, 1934. — 68 с.
- The Ascent of Mount Stalin. Translated by Alec Brown. — London: Lawrence & Wishart, 1936. — 270 pp.
- Советский спорт в 1935 году: Оценка достижений по отдельным видам, крупнейшие соревнования, рекорды. — М.: Физкультура и туризм, 1936. — 151 с.
- Футбол: Краткое руководство по обучению и тренировке. — М.: Физкультура и туризм, 1938. — 86 с.
- Тактика современного футбола: Из материалов 1-го Всесоюзного тренерского сбора по футболу. — М.: Физкультура и туризм, 1939. — 167 с.
- Победительницы: Теннисистка Теплякова, метательница диска Думбадзе, альпинистка Джапаридзе (очерки). — М.: Физкультура и туризм, 1940. — 47 с.
- Рычаг Архимеда: повести и рассказы. — Алма-Ата: Казгослитиздат, 1962. — 208 с. — 20000 экз.
- Я болею за «Спартак»: Спорт, путешествия, восхождения. — Алма-Ата: Жазушы, 1965. — 326 с. — 75000 экз.

## Переводы
- Гетье А. Ф. Мастерство современного бокса. — М.: Физкультура и туризм, 1937. — 117 с.
- Токмагамбетов А. Четыре года — четыре часа (повесть). — Алма-Ата: Казгосиздат, 1960. — 76 с.
- Токмагамбетов А. Отец и сын (роман). — Алма-Ата: Казгослитиздат, 1963. — 199 с.

## Статьи
- С «Малыгиным» в Арктику. На суше и на море, № 28—29, 31—32, 1931.
- Система «дубль-ве» в футболе, её возникновение и влияние на тактику игры / Ромм М. Д. // Теория и практика физической культуры. — 1938. — Т. II. — № 5. — С. 22—40.
- К вопросу о содержании и методике тактической тренировки в футболе // Теория и практика физической культуры. — 1938. — Т. III. — № 7. — С. 27—39.
- Психологические факторы успеха в футболе / Ромм М. Д. // Теория и практика физической культуры. — 1938. — Т. II. — № 4. — С. 42—45.
- Должны ли быть все игроки гениями? / Ромм М. // Футбол: Еженедельник. — 1997. — № 27. — С. 12—13.